# Veronica schmidtiana
Veronica schmidtiana là một loài thực vật có hoa trong họ Mã đề. Loài này được Regel miêu tả khoa học đầu tiên.

## Hình ảnh

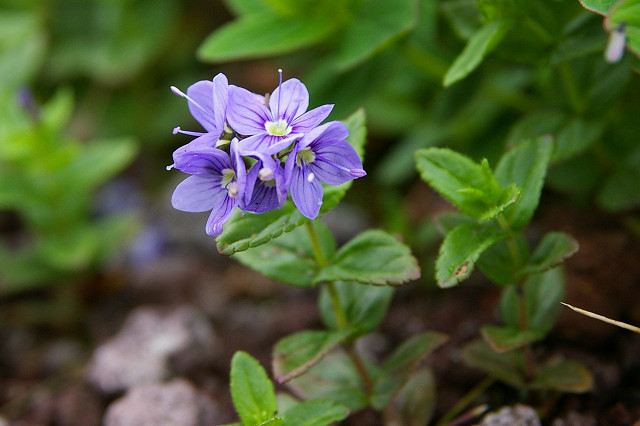
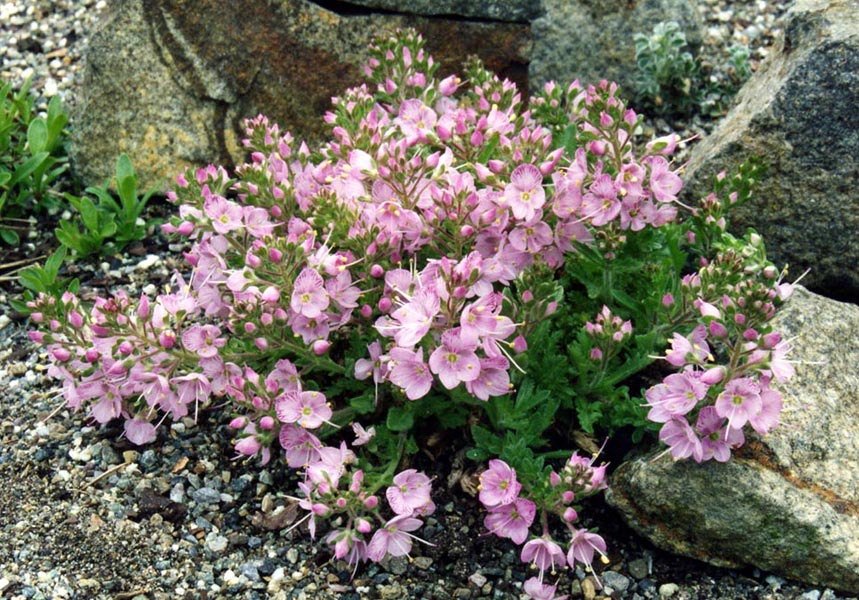
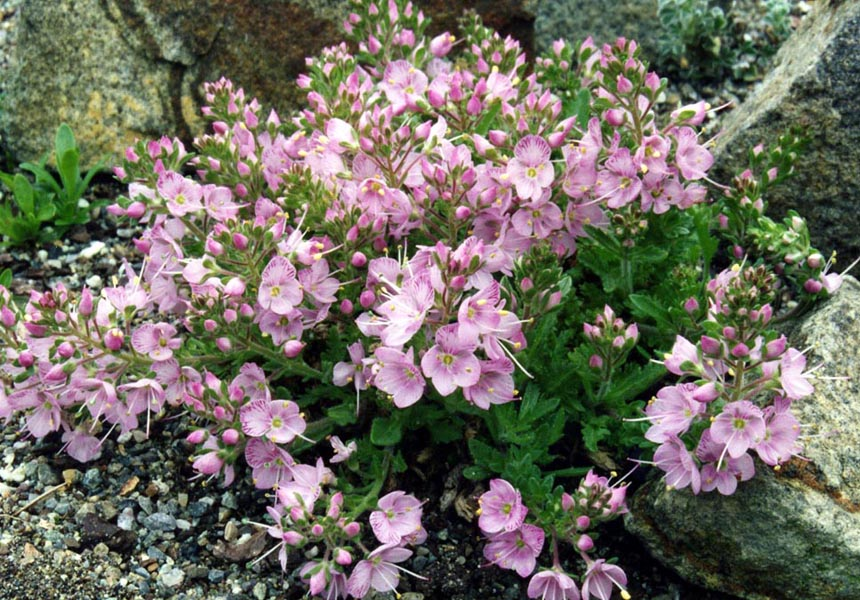
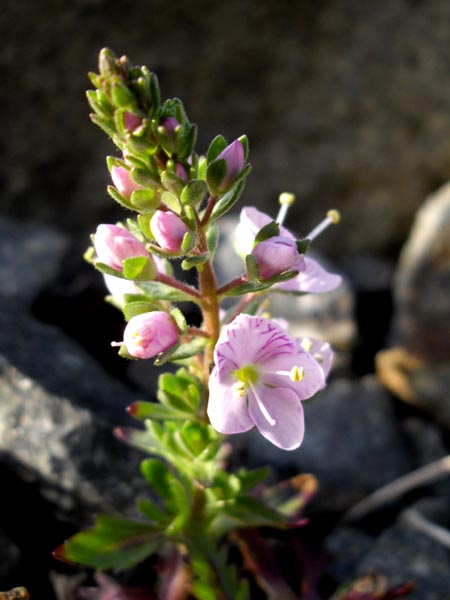